# 伊藤悌三
伊藤 悌三（いとうていぞう、1907年12月14日 - 1998年9月29日）は、日本の洋画家。

## 略歴
千住吾妻汽船会社（隅田川の一銭蒸気船）を経営の父幸太郎と、写真家江崎礼二の長女八重の三男として浅草山ノ宿町53番地で生まれる。独協中学校の時に画家を志し、1927年(昭和2年)岡田三郎助に師事。1929年(昭和4年)東京美術学校西洋画科に入学。
在学時の1933年(昭和8年)の第14回帝展に初入選し、以後毎年入選。
1941年(昭和16年)の第4回新文展には「少憩」を出品し、この年から制定された岡田賞を受賞した。翌年無鑑査となる。1941年(昭和16年)、紀元二千六百年にあたり興亜院より中国各地を取材。翌年陸軍報道部より南方各地に派遣作品を制作。
戦後は、日展・光風会で活動、浅井閑右衛門、南政善らと新樹会を創立するも、1952年（昭和27年）以後団体を退き、無所属作家として個展で発表する。師である岡田三郎助の影響を受け人物画家と自負、裸婦の他、1972年(昭和47年)以後は毎年渡欧し、スペインの女性を多く描いた。
1998年(平成10年)9月没　90歳
長男は伊藤萌木（日展工芸作家）、次男は伊藤亜人（東京大学名誉教授、文化人類学）、三男は伊藤卓美（木版画家）

## 著書
- 1967年(昭和42年)　人物画を始める人へ〔アトリエ出版社〕
- 1983年(昭和58年)　我が心の隅田川〔季刊江戸っ子連載〕
- 1987年(昭和64年)　伊藤悌三作品集〔一枚の絵（株）〕
- 1998年(平成10年)　我が心の隅田川《17回連載を一冊にまとめる》〔私家本》

## 挿絵
- 1948年(昭和23年)　野火（第一部）〔季刊文芸誌文體　著大岡昇平〕
- 1954年(昭和29年)　わたしたちの世界名作童話全集グリム童話集1〔同和春秋社訳矢崎源九郎〕
- 1965年(昭和40年)　利根川〔週刊朝日連載著安岡章太郎〕